# 狗牙絶ちの劔
『狗牙絶ちの劔 -刀と鞘の物語-』（くがだちのつるぎ-かたなとさやのものがたり-）は、著者・舞阪洸、イラスト・うなじによるライトノベル。富士見ファンタジア文庫（富士見書房）より2008年5月から2009年11月まで刊行。読者参加型居合格闘戦闘小説。

## 概要
ドラゴンマガジンにて連載され、2タイプの予告文章から読者アンケートで票数の多い方が次号にて掲載されるという読者参加型の企画だった。

## 登場人物
葛城 駿（かつらぎ しゅん）
主人公。高二。修学院香月の秘密を知ってしまい殺されかけるが、彼女の使う刀を体内に呑みこんでしまう。
修学院 香月（しゅうがくいん かづき）
セーラー服に日本刀、足元は足袋に草履、異様な恰好の美少女。高二。
桃山 美玖（ももやま みく）
香月の妹弟子であり、若手狗牙絶ちの一人。
舘山寺 遊眞（かんざんじ あそま）
天心無明流十七代当主であり、香月と美玖の師匠。
伊砂 斉（いすか いつき）
若手狗牙絶ち衆の合宿指揮者。
岩洞 那原（がんどう なばる）
伊砂の相棒。
鞍馬 明（くらま あきら）
勾田の弟子。中三。
一乗寺 善樹（いちじょうじ よしき）
大学一年。白い学ランを着ている。
棚倉 雅美（たなくら まさみ）
大峡の弟子。暁壬の兄で、高一。
棚倉 暁壬（たなくら あきみ）
大峡の弟子。雅美の妹で、中三。
鳴滝 充（なるたき みつる）
高一。かなり目つきが悪い。
上桂 鹿郎（かみかつら ろくろう）
高三。
椥辻 海人（なぎつじ かいと）
高一。

## 用語
狗牙（くが）
人を襲い喰らう異形のモノ。
狗牙には階級がある。狗牙絶ち衆は、「真祖」に襲われて狗牙になった者を「子」と呼び、「子」に襲われて狗牙になった者を「孫」、「孫」に襲われて狗牙になった者を「曾孫」と呼んでいる。曾孫ともなると能力的に劣り、曾孫が狗牙を作りだすことはできない。また「真祖」は滅多に人を襲わなくなり、下級になるほど人喰いの衝動が強くなる。
狗牙絶ち衆
闇に隠れて人を喰らう狗牙を狩る者たち。
宿老衆（おとなしゅう）
狗牙絶ち衆の幹部会。

## 既刊一覧
- 舞阪洸（著）・うなじ（イラスト） 『狗牙絶ちの劔  -刀と鞘の物語-』 富士見書房〈富士見ファンタジア文庫〉、全4巻
  1. 2008年5月20日発売[1]、ISBN 978-4-8291-3287-6
  2. 2008年11月20日発売[2]、ISBN 978-4-8291-3354-5
  3. 2009年5月20日発売[3]、ISBN 978-4-8291-3408-5
  4. 2009年11月20日発売[4]、ISBN 978-4-8291-3466-5